# Liste des évêques de Gurk

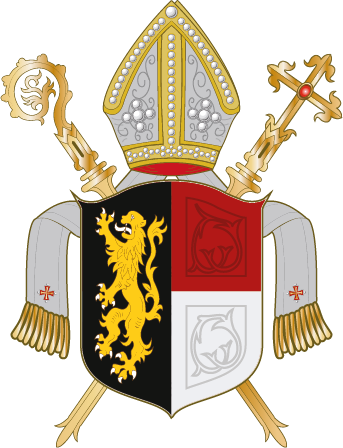
Armes de l'évêché de Gurk.

La liste des évêques de Gurk recense les noms des évêques qui se sont succédé sur le siège épiscopal de Gurk en Autriche, depuis la création du diocèse de Gurk, fondé en 1072 comme premier évêque suffragant de l'archidiocèse de Salzbourg. 

## Évêques de Gurk
- Günther von Krappfeld (1072 - 1090)
- Berthold von Zeltschach (1090 - 1106)
- Hiltebold (1106 - 1131)
- Roman I (1131 - 1167)
- Heinrich I (1167 - 1174)
- Roman II von Leibnitz (1174 - 1179)
- Dietrich von Albeck (1179 - 1194) (von Kellnitz)
  - Hermann von Ortenburg (1179 - 1180) (anti-évêque)
- Wernher (1194 - 1195)
- Ekkehard (1196 - 1200)
- Walther Truchsess von Waldburg (1200 - 1213) (von Vatz)
- Otto I (1214) (uniquement élu)
- Heinrich II von Pettau (1214 - 1217)
- Ulschalk (1217 - 1220)
- Ulrich I (1220 - 1231)
- Paul I (1231 - 1250)
- Ulrich II von Ortenburg (1250 - 1253)
- Dietrich II von Marburg (1253 - 1278)
- Johann I von Ennsthal (1279 - 1281)
- Conrad de Luppurg (1282) (uniquement élu)
- Hartnid von Liechtenstein-Offenberg (1283 - 1298)
- Heinrich III von Helfenberg (1298 - 1326)
- Gerold von Friesach (1326 - 1333)
- Lorenz I von Brunne (1334 - 1337) (von Grimming)
- Konrad II von Salmansweiler (1337 - 1344)
- Ulrich III von Wildhaus (1345 - 1351)
- Paul von Jägerndorf (1351 - 1359) (von Harrach)
  - Ulrich von Weißeneck (1351 - 1352) (anti-évêque)
- Johann II von Platzheim-Lenzburg (1359 - 1364)
- Johann III von Töckheim (1364 - 1376)
- Johann IV von Mayrhofen (1376 - 1402)
- Konrad III von Hebenstreit (1402 - 1411)
- Ernst Auer von Herrenkirchen (1411 - 1432)
  - Lorenz II von Lichtenberg (1432 - 1436) (anti-évêque)
  - Hermann II von Gnas (1432) (anti-évêque)
- Johann V Schallermann (1433 - 1453)

### Princes-évêques ayant leur siège au château deStraßburg(1460-1787)
- Ulrich IV Sonnberger (1453 - 1469)
- Sixte de Tannberg (1470 - 1474)
- Lorenz III von Freiberg (1472 - 1487)
- Georg Kolberger (1490) (uniquement élu)
- Raymund Pérault (1491 - 1505)
- Matthäus Lang von Wellenburg (1505 - 1522)
- Hieronymus Balbi (1522 - 1526)
- Antonius Salamanca-Hoyos (1526 - 1551)
- Johann VI von Schönburg (1552 - 1555)
- Urban Sagstetter (1556 - 1573)
- Christoph Andreas Freiherr von Spaur (1574 - 1603)
- Johann VII Jakob Freiherr von Lamberg (1603 - 1630)
- Sebastian Graf von Lodron (1630 - 1643)
- Franz I Graf von Lodron (1643 - 1652)
- Sigismond-François d'Autriche, archiduc d'Autriche (1653 - 1665)
- Wenzeslaus Graf von Thun (1665 - 1673)
- Polykarp Graf von Kienburg (1673 - 1675)
- Johann VIII Freiherr von Goess (1675 - 1696)
- Otto II de la Bourde (1697 - 1708)
- Jakob I Maximilian Graf von Thun (1709 - 1741)
- Joseph I Maria Graf von Thun (1741 - 1761)
- Hieronymus von Colloredo-Mannsfeld (1761 - 1772)
- Joseph II Anton Graf von Auersperg (1772 - 1783)

### (Princes-)évêques ayant leur siège àKlagenfurt(depuis 1787)
- Franz II Xaver Altgraf von Salm-Reifferscheidt-Krautheim (1783 - 1822)
- Jakob Peregrin Paulitsch (1824 - 1827)
- Georg Mayer (1827 - 1840)
- Franz Anton Gindl (1841)
- Adalbert Lidmansky (1842 - 1858)
- Valentin Wiery (1858 - 1880)
- Peter Funder (1881 - 1886)
- Josef Kahn (1887 - 1910)
- Balthasar Kaltner (1910 - 1914)
- Adam Hefter (1914 - 1939)
- Andreas Rohracher (1939 - 1945) (administrateur diocésain)
- Joseph Köstner (1945 - 1981)
- Egon Kapellari (de) (1982 - 2001)
- Alois Schwarz (2001 - 2018)
  - Werner Freistetter, ordinaire militaire pour l'Autriche, administrateur apostolique, 2019
- Josef Marketz (de) (depuis 2019)

### Sources
- Fiche du diocèse sur catholic-hierarchy.org